# Treviso Foot-Ball Club 1914-1915

## Stagione
Nel 1914 finalmente arriva la svolta con l'affiliazione alla FIGC, e con essa il Treviso venne iscritto al primo campionato, cioè quello di Promozione, girone Veneto-Emiliano, con altre tre squadre: l'Hellas, che vince il campionato con 2 punti di vantaggio sul sorprendente Treviso, che finisce quindi secondo, il Dolo e la Virtus di Venezia che perde tutte e 6 le partite giocate.
Miglior marcatore quell'anno fu Visentin, con 4 gol in 6 partite.
Dal 1915 al 1919 le attività calcistiche del Treviso (sotto la presidenza del cavalier Umberto Venerando Visentin), sono ovviamente condizionate dalla prima guerra mondiale.
L'allenatore dell'epoca, Cosimo Calò e il giocatore Renzo Fadiga, trasferiscono la sede societaria e l'archivio del Treviso FBC al campo dello Sterlino su concessione del Bologna che generosamente si presta ad accogliere chi è sfollato dalle prime linee (Treviso era "zona di guerra"), salvandone la documentazione.
La squadra si divide tra amichevoli e fronte: perdono infatti la vita Erminio Brevedan e Armando Novello.
Mentre si cerca di non far morire tutto il movimento si cambia campo di gioco, che viene trasferito al collegio Vittorino da Feltre, appena fuori Porta Fra' Giocondo.
Nel 1919, conclusa la guerra, si riprende la vita normale e quindi anche il Treviso FBC riprende le sue attività.

## Rosa
| N. |                   | Ruolo | Calciatore         |
| -- | ----------------- | ----- | ------------------ |
|    | Italia (bandiera) | P     | Cesare Bottesini   |
|    | Italia (bandiera) | D     | Ferdinando Corazza |
|    | Italia (bandiera) | D     | Renato Viterbi     |
|    | Italia (bandiera) | C     | Antonio Gatti      |
|    | Italia (bandiera) | C     | Giuseppe Girani    |
|    | Italia (bandiera) | C     | Pilati             |
|    | Italia (bandiera) | C     | Galiano Zorzi      |
|    | Italia (bandiera) | A     | Carlo Conean (I)   |

| N. |                   | Ruolo | Calciatore            |
| -- | ----------------- | ----- | --------------------- |
|    | Italia (bandiera) | A     | Emilio Gregoletto     |
|    | Italia (bandiera) | A     | Arturo Nespoli        |
|    | Italia (bandiera) | A     | Armando Novello       |
|    | Italia (bandiera) | A     | Camillo Pellegrini    |
|    | Italia (bandiera) | A     | Igino Schievano       |
|    | Italia (bandiera) | A     | Pietro Speziali       |
|    | Italia (bandiera) | A     | Giuseppe Visentin (I) |